# 金斯县 (新斯科舍省)
金斯县（英語：Kings County）是加拿大新斯科舍省的一个县，位于芬迪湾南岸。金斯县总面积為2,122.18 km2（819.38 sq mi），总人口60,035，平均人口密度为28.3/km2 (73.3/sq mi)。该县行政中心为肯特维尔。

## 社区
该县主要城镇有贝里克、肯特维尔、沃尔夫维尔等。该县建制村有格林伍德等。